# 落選運動
落選運動（らくせんうんどう）とは、選挙において特定の候補者の落選を促す政治活動（社会運動）で、多くの場合は公職選挙法における選挙運動であると解釈するかどうかについて議論が必要である。特定の候補者の当選を目指す、単なる選挙運動と対比される。

## 解説
多くの国の国政選挙では公職不適格者に対する票は存在しない。そのために、対象候補以外の有力候補に投票して当選させることによって、対象候補を落選させることになる。
小選挙区制や大選挙区制の完全連記制の場合は、他候補への投票が当該候補落選となる。しかし、大選挙区において単記制や制限連記制、非移譲方式の場合は、他候補への投票と当該候補落選への関係は弱まる。
比例代表制の場合は、拘束名簿式では大政党において名簿順位上位に登録された候補はほぼ確実に当選できるため、対象候補が大政党の上位に登録された場合、落選させることが極めて難しくなる。ただし、対象候補を登録させた政党の得票率を下げることによって議席数を減らすために、政党が対象候補の比例名簿登録を控えさせる効果があるとされる。
選挙区の候補者が比例重複登録をし、政党の名簿順位上位に登録されている場合、選挙区で落選しても比例によって復活当選をするため、対象候補を落選させることがかなり難しくなる。衆議院議員総選挙では、2000年（平成12年）以降、小選挙区において供託金が没収された候補は復活当選できないため、対象候補を落選させるには、対象候補の得票数を供託金没収点（有効投票数の10分の1）未満にすることが目標となる。
日本の地方首長や地方議員に対しては、一定の条件の下で住民による解職請求が可能である。

## 落選運動が選挙運動とみなされるかどうか
特定の候補者の当選を図るために、対立する候補の落選を図る落選運動は選挙運動にあたる一方、単に特定の候補者の落選を図るだけの運動は選挙運動にはあたるかは議論があり、インターネットを利用する場合には、単に特定の候補者の落選を図るだけの運動についても公職選挙法に一定の規制がある。
また、法学者で「落選運動を支援する会」共同代表である上脇博之によると公職選挙法で定められた「選挙運動」と異なり、落選運動は国民の権利行使の一つであると主張している。
ただし、上脇博之による主張は表現の自由についての憲法の独自解釈や今まで公職選挙法で落選運動が違法とされたことがないという前例が無いことが根拠となっており、妥当性に乏しい。
立命館大学教授 倉田玲 は「暗意としての自由」によると公職選挙法第138条「戸別訪問」禁止規定に「何人も、選挙に関し、投票を得若しくは得しめ又は得しめない目的をもつて戸別訪問をすることができない。」という内容から「得しめ(通常の選挙運動)又は得しめない(落選運動)目的」ともに選挙運動と読んでしまいがちだが、これまでの判例や実務に定着している解釈によると、「得しめない(落選運動)目的」を選挙運動に含むと「選挙運動」の定義として広きに失すると表現している。しかし、「得しめない目的(落選運動)」を選挙運動ではないと解釈すると、「選挙運動」もどき程度でしか無い落選運動を「選挙運動」の規制を行なっている公職選挙法13章で138条「戸別訪問」、「署名活動」として明確に禁止されている構造が奇妙になってしまうことを指摘している。
後述する第27回参議院議員通常選挙では参政党に対しての落選運動が広く行われた際に、投票日前日まで有名弁護士や弁護士ドットコムなど弁護士関連の法サービスも賛成党への批判や落選運動を働きかけたが、選挙運動が禁じられている投票日当日には落選運動または落選運動とみなされかねない参政党への批判を行わなかったことを考えると、2025年7月現在は落選運動は選挙運動であるとみなされる危険性があると法律関係者から判断されていると思われる。

## 落選運動の例

### 韓国の落選運動
大韓民国の落選運動は、2000年の1月から4月の総選挙にかけて「落薦・落選運動」と呼ばれるように2つのステップで行われた。1つは政党に公認しないように求めたもので、もう一つは選挙において投票しないように呼びかけたものである。前者は別名イエローカードキャンペーンと呼ばれ、後者はレッドカードキャンペーンとも呼ばれた。
2000年1月12日、韓国の460の市民団体により「2000年 総選挙市民連帯」（総選連帯）が結成され、同月24日、不適格な候補者名を発表、政党に公認しないように呼びかけた。この際の選定基準は、
- 不正腐敗した政治家
- 過去の選挙法違反
- 軍事クーデターへの関与
- 職務怠慢な議員
- 地域間の対立感情を煽り立てた政治家
- 漢字復活を主張する政治家

など。
結果としてリスト102人中48人（47 %）の候補者が公認から外れた。
選挙戦において、総選連帯から改めて86人の落選候補が発表され、選挙において投票しないように呼びかけた。結果、4月13日の投票において22の重点地域で15人、全国では59人の候補者が落選した。
なお、韓国の選挙法87条によれば、労働組合を除外した一般団体の選挙運動を禁止しており、落選運動が抵触するとの議論、反発もあった。そうした中、世論の運動への圧倒的支持を受け、金大中大統領は1月17日、選挙法第87条の廃止を推進するよう指示を行った。
後日、落選運動の対象となった候補者には保守系の特に軍出身者が多く含まれ、理由として「国家保安法の撤廃に反対」などであるが、落選運動の背後に北朝鮮の動きがあるとされた。

### 日本の落選運動
日本においては上記の韓国の落選運動の影響を受けて2000年（平成12年）4月10日、落選運動のための市民組織「市民連帯・波21」が結成され、5月10日に第1次落選候補が、そして第42回衆議院議員総選挙のさなかの6月10日に落選候補最終リストが公表された。しかし、リストに挙がった政治家は自由党（当時）の小沢一郎と西村眞悟を除いて、与党の政治家だったため、「公平さを欠く」という指摘もあった。
サイボウズ社長の青野慶久は、第49回衆議院議員総選挙と2021年最高裁判所裁判官国民審査において、選択的夫婦別姓や同性婚を認めない候補者の落選と夫婦別姓訴訟において合憲判決を下した最高裁判所裁判官を罷免させる運動を行っている。
社会問題と関連した落選運動として、第46回衆議院議員総選挙の滋賀県第1区と第49回衆議院議員総選挙の北海道第6区があげられる。いずれも選挙区内の中学校で発生したいじめ問題の対応の不手際をついて、日本教職員組合が支持母体の民主党系候補が、自民党系候補に落選している。
第27回参議院議員通常選挙では参政党に対しての落選運動が広く行われ、一般人だけでなく現職の神奈川県新鶴町の町長である小林伸行など地方首長までtwitter上で「参政党の落選運動を行うものに無料で街宣車を貸す」と宣言するという選挙としては異例な事態にまで発展した。